# Bo Xilai
Pour les articles homonymes, voir Bo.
Dans ce nom, le nom de famille précède le nom personnel.
Bo Xilai (薄熙来), né le 3 juillet 1949 à Dingxiang, dans la province du Shanxi, est un homme politique chinois. Il est un membre important de la classe dirigeante chinoise jusqu'à sa chute en mars 2012 et son exclusion du Comité central du Parti communiste chinois.
Il est, de février 2004 à novembre 2007, ministre du Commerce du gouvernement de la république populaire de Chine (RPC) et, de décembre 2007 à mars 2012, chef du Parti communiste de la ville-province de Chongqing où il se rend populaire en 2009 par sa lutte virulente contre la mafia locale : plus de 2 000 personnes ont été mises en prison dont des directeurs de la police au plus haut niveau et 67 parrains. Ses politiques répondent au nom de « modèle de Chongqing ».
Son ascension politique s'interrompt brusquement début 2012 dans le cadre d'affaires financières et criminelles, incluant celle du meurtre de l'homme d'affaires britannique Neil Heywood, dans laquelle son épouse Gu Kailai est condamnée, et des écoutes téléphoniques illégales de hauts dirigeants.
Il est démis de ses fonctions de chef du Parti communiste de Chongqing le 15 mars 2012, puis exclu du Comité central du PCC le 10 avril et emprisonné.

## Biographie

### Jeunesse
Ce prince rouge est le fils de Bo Yibo, l'un des huit immortels du Parti communiste chinois.
Durant la révolution culturelle, sa mère se suicida (ou est poussée au suicide). Bo Xilai durant sa jeunesse fit partie du « comité d'action unie », l'une des factions les plus extrêmes des gardes rouges et surtout l'une des plus violentes. Il fera d'ailleurs plusieurs séjours en prison.
En 1977, il reprend des études, et est admis au département histoire de l'université de Pékin. Après avoir reçu un diplôme d'art, il reçoit une maîtrise en journalisme de l'Académie de sciences sociales de Pékin en 1982.

### Évolution au sein du PCC
Bo Xilai commencera à travailler en 1968, et ne rejoindra le Parti communiste chinois (PCC) qu'en octobre 1980.
Bien qu'étant entré au PCC relativement tard, Bo s'y consacre ensuite entièrement. De 1982 à 1984, il travaille pour le département « Recherche » du secrétariat du Comité central du PCC.
Il part ensuite pour la province du Liaoning, où il passe une grande partie de sa carrière, évoluant à divers postes au sein du PCC.
En août 1992, il devient maire de Dalian. D'août 1999 à décembre 2000, il est nommé secrétaire du Comité du PCC de Dalian, avant d'être investi gouverneur de la province du Liaoning. Son ascension vers la gloire est marquée par ses fonctions en tant que maire de la plaque tournante économique côtière de Dalian, puis par sa nomination au poste de gouverneur du Liaoning. Bo cultive une image décontractée dans les médias, un abandon de la nature normalement guindée de la politique chinoise.
Selon l'avocat David Matas, Bo Xilai serait impliqué dans les prélèvements d'organes forcés sur des prisonniers membres du mouvement du Falun Gong.
En novembre 2002, il devient membre du 16e Comité central du PCC. En 2007, il est nommé membre du politburo du 17e Comité central du PCC.
Durant son mandat à Chongqing de décembre 2007 à mars 2012, Bo s'est fait une réputation pour avoir mené une campagne de longue haleine contre le crime organisé, le rétablissement des programmes sociaux égalitaires pour la classe ouvrière de la ville, s'appuyant sur les deux chiffres de croissance du PIB, et pour avoir initié des campagnes « néomaoïstes » afin de faire revivre l'époque de la révolution culturelle. La politique conservatrice et sociale de Bo Xilai a donné naissance à un nouvel achétype politique chinois nommé le "modèle de Chongqing". Cette rhétorique populiste et les réalisations de son « modèle de Chongqing » font de lui le champion de la nouvelle gauche chinoise déçue par les réformes du marché économique du pays et par l'écart de richesse croissant. Fort de ces soutiens, il cherche ouvertement (ce qui ne se fait pas habituellement) à être promu dans le Comité permanent du bureau politique du Parti communiste chinois et qui doit être renouvelé lors du XVIIIe Congrès national du Parti communiste chinois en automne 2012.

### Ministère du Commerce
En février 2004, il est nommé ministre du Commerce de la république populaire de Chine. Il a ainsi la tâche de guider la Chine, puissance commerciale montante, dans le jeu économico-diplomatique de l'économie globalisée. À la suite de son accession à l'OMC en 2001, la Chine a obtenu la fin des barrières douanières, en ce qui concerne l'exportation de produits textiles manufacturés, au 1er janvier 2005.
Face à la forte progression des importations qui, selon eux, menace l'industrie textile locale, l'Union européenne et les États-Unis ont rapidement réagi en instaurant temporairement des quotas limitant la quantité de vêtements chinois autorisée à rentrer sur leurs territoires. S'ensuivit une série de négociations bilatérales entre les représentants des deux puissances occidentales et le ministère de Bo Xilai.

### Néo-maoïsme
En tant que Secrétaire du Parti de Chongqinq, Bo Xilai fait revivre « l'idéal révolutionnaire » de Mao Zedong en engageant une campagne de propagande avec des slogans et des « chants rouges » patriotiques.
Pour l'universitaire Willy Lam, le renouveau du maoïsme en Chine commence en 2008 et culmine le 1er juillet 2011 lors du 90e anniversaire de la création du PCC. L’épicentre de la revitalisation des normes maoïstes se situe dans la municipalité de Chongqing, avec Bo Xilai à sa tête depuis 2007. Des statues de Mao sont alors remises en place dans les bureaux du gouvernement local, les usines et les universités alors qu’elles avaient été retirées en 1978. Une statue de sept étages de Mao fut édifiée dans le quartier des universités.
En août 2013, lors du procès de Bo pour corruption, ses partisans ont manifesté en brandissant des portraits de Mao Zedong.

### Chute politique
La fortune politique de Bo Xilai connaît un tournant abrupt début 2012 avec l'incident Wang Lijun (en), dans lequel son premier lieutenant, vice-maire de la ville et chef de la police, aurait demandé l'asile à un consulat des États-Unis, après avoir découvert l'implication de l'épouse du dirigeant, Gu Kailai, dans le meurtre d'un consultant britannique, Neil Heywood, en novembre 2011.
En avril de la même année, il apparaît que Bo Xilai aurait recouru à des écoutes de haut-dirigeants du Parti communiste, incluant le président Hu Jintao.
Dans le cadre de cette affaire, Bo est démis de ses fonctions du parti de Chongqing en mars 2012, puis le 10 avril exclu du Comité central du PCC, et son épouse Gu Kailai mise en garde à vue.
Gu Kailai a été condamnée à la peine de mort avec sursis le 20 août 2012.

### Procès et condamnation
Le procès de Bo Xilai s'ouvre le 22 août 2013 à Jinan, capitale de la province chinoise de Shandong, loin des villes où Bo Xilai a eu des responsabilités, avec comme accusation « corruption, détournement de fonds et abus de pouvoir ». Bo Xilai est le dirigeant le plus haut placé à comparaître devant la justice depuis 1980 avec le procès de la bande des Quatre et de Jiang Qing, la veuve de Mao Zedong.
La défense de Bo Xilai a été désignée d'office. Li Xiaolin, un avocat proche de la famille, constate qu'il n'a pas été choisi pour assurer la défense de Bo. Selon lui, les avocats désignés (Wang Zhaofeng et Li Guifang du cabinet Deheng) se sont certainement mis d’accord avec les autorités chinoises au préalable. Les journalistes étrangers n'ont pas été admis dans la salle d'audience du tribunal.
Son fils, Bo Guagua, affirme être sans nouvelle de ses parents depuis 18 mois et espère « que lors de son procès mon père se verra offrir la possibilité de répondre à ses détracteurs et de se défendre lui-même sans entraves d’aucune sorte ».
Le sinologue David Goodman (université de Sydney), considère que le verdict a dû faire l’objet de tractations en coulisses.
Le procès a permis de découvrir le dispositif conçu pour financer les études du fils de Bo Xilai à l'étranger. Le corrupteur est le milliardaire chinois Xu Ming arrêté peu après le limogeage de Bo. Xu aurait aussi financé une villa à Cannes où était domicilié la société Résidences Fontaine Saint Georges créée en 2001 et propriétaire de la villa.
Le verdict est rendu public le 22 septembre 2013, Bo Xilai est condamné à la prison à vie, ses droits politiques sont supprimés et ses biens seront saisis. Il déclare ensuite qu'il compte faire appel de cette décision.
Bo Xilai a refusé cette condamnation et a interjeté appel. La justice a accepté d'étudier l'appel du condamné, puis le 25 octobre 2013, le tribunal rejette la demande de Bo Xilai et confirme la condamnation. Bo Xilai purge sa peine dans la prison de Qincheng, une installation réservée aux « élites » et disposant d'un grand confort. Sa femme, Gu Kailai, purge aussi sa peine dans une « prison de luxe ».
Par le biais de l'agence Chine nouvelle, en mars 2020, en pleine crise du Coronavirus en Chine, il critique la gestion de la pandémie dans la province du Hubei, et laisse entendre par la même occasion que sa disgrâce ne pourrait être que provisoire, et qu'il pourrait revenir à l'un des postes clés du régime, pour gérer l'économie, ainsi que le commerce extérieur, et gérer ainsi la crise économique en Chine liée aux conséquences désastreuses du virus sur le secteur économique.

## Analyses
Le sinologue François Godement indique que Bo Xilai et son épouse formaient un couple alliant la politique et les affaires, fréquent dans l'entourage des dirigeants chinois et « facteur de corruption ». Mais le problème essentiel de ce procès est l'absence de preuve. La chute de Bo Xilai « traduit aussi la volonté des membres du comité central d'écarter un homme dont le charisme et le populisme contrastaient avec les habitudes des cadres du régime ». De plus François Godement considère que l'éviction de Bo Xilai résulte d'une lutte entre factions, Bo Xilai revendiquant un « idéal néomaoïste controversé au sein du Parti ».
Mao Yushi considère que l'affaire Bo Xilai a le mérite de montrer au grand jour les luttes entre les factions rivales.
Ai Weiwei, artiste et contestataire chinois, considère que le procès de Bo Xilai a pour vocation de distraire le peuple chinois. La véritable problématique concerne la légitimité du Parti communiste chinois. Ce dernier, s'il veut continuer à gouverner devra s'appuyer sur la « Constitution et un État de droit véritable ».
L'historien et réformateur Zhang Lifan considère que le procès fait partie d’une stratégie politique permettant de renforcer l’autorité de l’équipe au pouvoir, mais avec le risque de raviver des conflits au sein du Parti communiste. Depuis la fin du procès de Bo, de nouvelles procédures ont été engagées en particulier contre le « groupe des pétroliers » dont Jiang Jiemin, un proche de  Zhou Yongkang, lui-même inquiété et ancien allié de Bo.

## Famille et vie privée
La première femme de Bo Xilai est Li Danyu. Ils se sont connus en 1975, à la fin de la Révolution culturelle. Leur fils Li Wangzhi, également appelé Brendan Li, est né en 1977. Bo a divorcé de Li Danyu en 1984. Li Wangzhi est diplômé de l'université américaine de Columbia et travaille dans la finance à Pékin.
Puis Bo Xilai épouse Gu Kailai. Leur fils Bo Guagua (en), diplômé de Harvard, vit aux États-Unis,. Gu Kailai a été condamnée à la peine de mort avec sursis pour avoir commandité l’assassinat d’un homme d’affaires britannique.
Selon Apple Daily, un journal de Hong Kong, l'actrice Zhang Ziyi a été la maîtresse de Bo Xilai avant sa chute. Il aurait rencontré celle-ci, dans un cadre vénal, par l'intermédiaire de l'homme d'affaires Xu Ming, lui-même un proche de l'actrice. Celle-ci réfute ces allégations de prostitution.